# Schrittmacher Festival

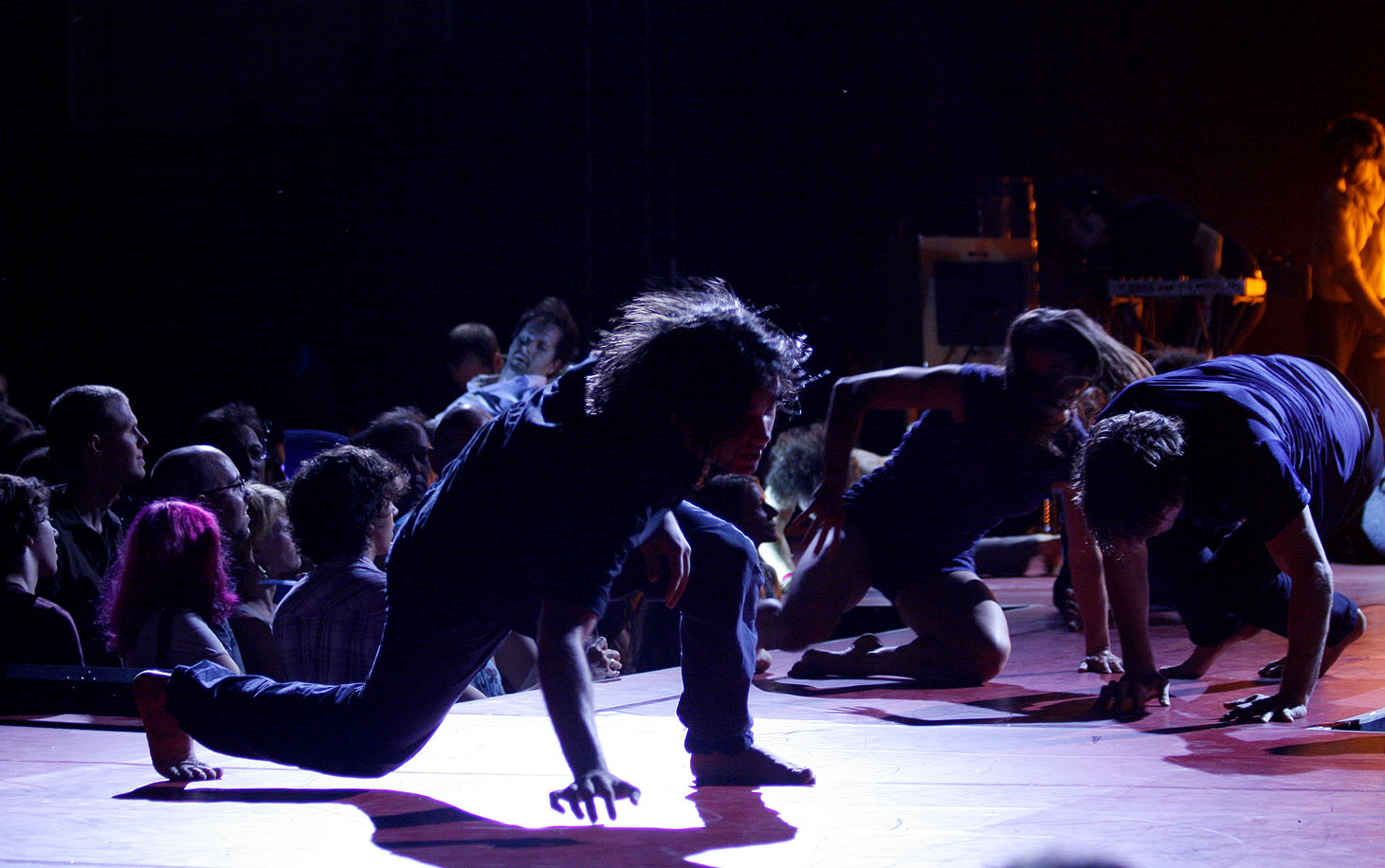
Ultima Vez/Wim Vandekeybus mit Mauro Pawlowski: What's the Prediction? (ImPulsTanz 2010); 2014 zu Gast in Aachen

Das Schrittmacher Festival ist ein seit 1993 jährlich im Frühjahr stattfindendes international ausgerichtetes Festival für Zeitgenössischen Tanz in Aachen, Heerlen und Kerkrade sowie seit 2017 in Eupen. Es wurde ins Leben gerufen von Rick Takvorian, dem damaligen Veranstaltungsmanager des Aachener Ludwig Forums für Internationale Kunst, der seitdem auch die Gesamtleitung innehat. Neben den zeitgenössischen Tanzprojekten gehören Multimedia-Stücke, Performances, interaktives Theater, Videotanz, Länderschwerpunkte sowie Sonderprojekte und Workshops zum Gesamtprogramm.

## Anfänge und Entwicklung
Zu Beginn der 1990er-Jahre war Aachen und Aachens Umgebung Niemandsland im Bereich des zeitgenössischen Tanzes. Dies bewegte Rick Takvorian dazu, mit einem anfangs schmalen Etat eine regelmäßige jährliche Veranstaltung auf die Beine zu stellen, die sowohl in Aachen als auch in den benachbarten Niederlanden seit 1993 jeweils über zwei Wochen lang einen Querschnitt an Tanzprojekten und Performances darbietet. Waren es anfangs noch kleinere Tanzkompanien aus den beiden Nachbarländern, so nahmen sowohl die Reputation und Internationalität der eingeladenen Gruppen und Personen als auch die Gestaltung des Programms durch beachtenswerte Choreografien von Jahr zu Jahr rasch zu.
Bis zu 15 Kompanien aus allen Kontinenten werden jährlich eingeladen, die im Verlauf der vier bis sechs Veranstaltungswochen an den verschiedenen Austragungsplätzen der teilnehmenden Städte für ein abwechslungsreiches Programm sorgen. So folgten bei den bisherigen Veranstaltungen beispielsweise folgende Tanzkompanien, Solotänzer und Choreografen einer Einladung:
Akram Khan Company (GB), Anne Teresa De Keersmaeker (B), Carolyn Carlson (USA), Compagnie Black Blanc Beur (F), Compagnie Marie Chouinard (CDN), Compagnie Philippe Saire (CH), Company Random Dance unter Wayne McGregor, Compagnie Thor (B), Companie Velvet (B), Danza Contemporánea de Cuba, Het Nationale Ballet (NL), Hubbard Street Dance Chicago (USA), Introdans Arnheim (NL), movingtheatre.de (D) unter Massimo Gerardi, ms-tanzwerk (CH), Nederlands Dans Theater (NL), Pál Frenák Compagnie (H), Phoenix Dance Theatre (GB), Scapino Ballett Rotterdam (NL), Susanne Linke (D), Vuyani Dance Theatre (ZA) und viele mehr.
Das Schrittmacher Festival hat über die Jahre hinweg einen derart großen Zuspruch bekommen, dass bereits Monate im Voraus manche der Einzeldarbietungen ausgebucht sind, da auf Grund der räumlich bedingten geringen Platzkapazitäten die Zuschauerzahl begrenzt ist. Dennoch wird in der Gesamtheit aller Vorstellungen jährlich etwa eine Kapazität von 10.000 Zuschauern erreicht. Unterstützt wird die Veranstaltung von namhaften Sponsoren aus Industrie, Unternehmen, Kunst und Kultur.

## Rahmenprogramm
Um den zeitgenössischen Tanz einem breiten Interessentenkreis aktiv und passiv näher zu bringen, haben sich die Veranstalter für ein vielseitiges Rahmenprogramm entschieden. Dabei werden zum einen jährlich wechselnde alte und neue Dokumentar- und Spielfilme mit Bezug zum modernen Tanz aufgeführt, darunter Tanz mit der Zeit, Black Swan, Rhythm Is It! und Strictly Ballroom – Die gegen alle Regeln tanzen. Zum anderen werden im Rahmen von gebührenpflichtigen „workshops“ Tanzkurse angeboten, an denen sich angemeldete Teilnehmer getrennt nach Anfängern und Fortgeschrittenen in die Techniken des zeitgenössischen Tanzes einführen lassen können. Durchgeführt werden diese Kurse von Trainern und Choreografen einzelner am Festival teilnehmenden Tanzkompanien in Zusammenarbeit mit der Volkshochschule Aachen.
Seit 2014 sind unter anderem auch zwei workshops für Kinder und Jugendliche im Programm aufgenommen worden, die als „Generation2“ betitelt sind, an denen sich nach dem Vorbild von Rhythm Is It! Schulen und freie Jugendgruppen zu einem gemeinsamen Tanzprojekt melden können.
Ebenfalls neu ab 2014 ist die Kooperation mit der internationalen Tanzmesse NRW aus Düsseldorf, die zu diesem Zweck im Aachener Ludwig-Forum gastiert.

## Veranstaltungsorte
Der zentrale Aufführungsort in Aachen ist das denkmalgeschützte ehemalige Fabrikgebäude der Firma Stahlbau Strang & Co in Aachen-Rothe Erde, welches vor einigen Jahren im Rahmen einer grundlegenden Restaurierung in Teilen zum Büro- und Veranstaltungsgebäude umfunktioniert worden war. Daneben stellen je nach Bedarf das Ludwig-Forum, die Volkshochschule sowie das Eden-Kino Räumlichkeiten für das Festival zur Verfügung.
Auf niederländischer Seite finden sowohl die Tanzaufführungen als auch einige workshops und die Filmangebote in den Parkstad-Limburg-Theaters in Heerlen und in Kerkrade statt.
Erstmals seit 2017 wurden zudem zwei Aufführungen nach Eupen vergeben, die im Kulturzentrum Alter Schlachthof stattfinden.
Um einen reibungslosen Wechsel der Besucher zwischen den Veranstaltungsorten zu ermöglichen, wurde eigens dafür ein Shuttlebus-Angebot eingerichtet.